# Buenos Aires 1000 km
Buenos Aires 1000 km var en långdistanstävling för sportvagnar på Autódromo Oscar Alfredo Gálvez i Argentina.

## Historia
Den första tävlingen på Autódromo-banan i centrala Buenos Aires var Argentinas Grand Prix 1953. Året därpå kördes den första tävlingen i sportvagns-VM på banan. För sportvagnstävlingarna förlängdes banan med sträckor på motorvägar runt Buenos Aires. Detta skulle bli mästerskapets enda årliga tävling i Sydamerika. Det var även mästerskapets första tävling över 1000 km.
Buenos Aires 1000 km försvann från tävlingskalendern efter 1960, men kom tillbaka som en tävling utanför VM 1970. Loppen 1971 och 1972 ingick i mästerskapet, men det blev de sista tävlingarna då FIA försökte minska kostnaderna genom att dra ner på tävlingarna utanför Europa.

## Vinnare
| År             | Förare                                         | Bil                 | Mästerskap     |
| -------------- | ---------------------------------------------- | ------------------- | -------------- |
| 1954           | Giuseppe Farina Umberto Maglioli               | Ferrari 375 Plus    | Sportvagns-VM  |
| 1955           | Enrique Saenz Valiente José-Maria Ibanez       | Ferrari 375 Plus    | Sportvagns-VM  |
| 1956           | Stirling Moss Carlos Menditéguy                | Maserati 300S       | Sportvagns-VM  |
| 1957*          | Masten Gregory Eugenio Castellotti Luigi Musso | Ferrari 290 MM      | Sportvagns-VM  |
| 1958           | Peter Collins Phil Hill                        | Ferrari 250 TR58    | Sportvagns-VM  |
| 1959           | Ingen tävling                                  | Ingen tävling       | Ingen tävling  |
| 1960           | Phil Hill Cliff Allison                        | Ferrari 250 TR59/60 | Sportvagns-VM  |
| 1961 till 1969 | Inga tävlingar                                 | Inga tävlingar      | Inga tävlingar |
| 1970           | Henri Pescarolo Jean-Pierre Beltoise           | Matra-Simca MS650   | -              |
| 1971           | Derek Bell Jo Siffert                          | Porsche 917         | Sportvagns-VM  |
| 1972           | Ronnie Peterson Tim Schenken                   | Ferrari 312PB       | Sportvagns-VM  |

* – Tävlingen hölls på Circuito de la Costanera Norte.